# 張裕 (三國)
張裕程（?—219年?），字南和，益州蜀郡人，東漢末年星相、天文預言家。先後投靠劉璋、劉備的麾下，官至後部司馬。小說《三國演義》中不曾出現。

## 生平
在劉璋掌管益州時，張裕擔任益州從事。劉璋和劉備在涪縣會面時，劉備取笑張裕鬍鬚很多，張裕也反嘲劉備沒有鬍鬚，因此劉備對這件事耿耿於懷。
後來在劉備平定益州時，他亦歸順劉備，並擔任益州的後部司馬。劉備攻漢中之前，問了會占卜的周群、張裕，周群說能得到土地，但得不到人民，如只出一部份軍隊，則會出師不利；而張裕說會出師不利。戰鬥之後果然只得到土地，沒有得到人民，而且攻打武都的吳蘭與雷銅都全軍覆沒，結果劉備雖然得到了漢中，但還是有所損失，因此劉備亦對此記恨張裕。
張裕某天私下對人說：「庚子年間（220年）會改朝換代；壬寅（222年）到癸卯（223年），劉氏氣數走到盡頭了。」這些話傳入劉備耳中。劉備不滿張裕散佈謠言，藉口張裕預言漢中一事不應驗，把他關入獄中。諸葛亮請求劉備寬恕他，但劉備說：「就算是芳香的蘭花，長出來擋在門口，都必須除去。」於是把張裕棄市。後來漢獻帝禪位、劉備之死都和張裕預測的時間吻合。

## 專長
張裕擅長相術，每次自己照鏡子時，都發覺自己將來會被處死，常常氣得將鏡子摔在地上。張裕擔任益州從事時，曾幫鄧芝看過其面相，告訴他在年紀超過七十時會升到大將軍和受封為侯。
張裕觀天象變化以附會人事，預言吉兇的才能超越了當時的占星家周群。

## 延伸阅读
[在维基数据编辑]
 《三國志·卷42》，出自陳壽《三國志》